# IFO
IFO, dat een afkorting is van information file, is een bestandstype dat veel gebruikt wordt voor dvd-video's. IFO-bestanden geven de apparaten en software die de dvd afspelen belangrijke navigatie-informatie, zoals waar hoofdstukken beginnen en ondertitelingen terechtkomen. BUP-bestanden zijn exacte kopieën van IFO-bestanden.
Om een dvd-bestand te branden op een dvd-schijf zijn naast IFO- en BUP-bestanden ook VOB-bestanden nodig.